# Medardo Rosso
Medardo Rosso (Torí, Itàlia, 21 de juny de 1858 - Milà, 31 de març de 1928) va ser un escultor i pintor francès d'origen italià, famós per les seves escultures en cera i guix.

## Biografia
Després de realitzar el servei militar entre els anys 1879 i 1881 va començar a estudiar pintura i escultura a l'Acadèmia de Brera de Milà, però va ser expulsat el 1883 per protestar per l'absència al programa d'estudis de l'assignatura de dibuix del natural. D'aleshores data el seu interès per l'impressionisme francès; es va instal·lar a París el 1889, i allà va freqüentar l'amistat de companys escultors com Auguste Rodin i Amedeo Modigliani, evitant tanmateix el món de l'art oficial.
L'aïllament artístic de Rosso i els seus punts de vista socialistes li van impedir rebre el reconeixement de crítica i públic, fins que el seu treball va començar a ésser promocionat per la seva amant, la pintora holandesa Etha Fles, a qui va conèixer el 1900.
Després d'experimentar amb materials diversos, va començar a treballar el modelatge en cera. Es va fer ciutadà francès el 1902 però, després de 1915 va viatjar molt, dividint el seu temps, principalment entre París i Milà. Va morir el 31 de març de 1928 en aquesta ciutat italiana.
Entre els seus treballs destaquen Home llegint el diari (1894, Museu d'Art Modern de Nova York), Petó sota el fanal (1882) i Conversa a un jardí (1893, Galleria Nazionale d'Art Moderna, Roma).